# Метод Плакетта — Бермана
| Run | X1 | X2 | X3 | X4 | X5 | X6 |
| --- | -- | -- | -- | -- | -- | -- |
| 1   | −  | −  | −  | +  | +  | −  |
| 2   | +  | −  | −  | −  | −  | +  |
| 3   | −  | +  | −  | −  | +  | +  |
| 4   | +  | +  | −  | +  | −  | −  |
| 5   | −  | −  | +  | +  | −  | +  |
| 6   | +  | −  | +  | −  | +  | −  |
| 7   | −  | +  | +  | −  | −  | −  |
| 8   | +  | +  | +  | +  | +  | +  |

Геометрическая интерпретация полного факторного эксперимента 2³.Построение простых планов сводится к выбору экспериментальных точек, симметричных относительно центра эксперимента. В этом случае все k факторов изменяются на двух уровнях (-1 и +1), и план эксперимента носит название плана типа 2^k. Уровни факторов изображаются двумя точками на каждой из k координатных осей факторного k-мерного пространства. Эти уровни симметричны относительно основного уровня. Один из них — верхний, другой — нижний. Интервал изменения факторов — это определённое число для каждого фактора, прибавление которого к основному уровню даёт верхний уровень, а вычитание — нижний.

Метод Плакетта-Бермана — метод планирования эксперимента, представленный в 1946 году Робином Л. Плакеттом и Дж. П. Берманом.
Метод позволяет выбрать несколько (обычно 3—5) наиболее важных факторов (предикторов). Далее эксперимент может быть оптимизирован с помощью метода поверхности отклика (RSM), метода Бокса-Бенкена (BBD) или центрально составного метода (CCD). Плакет и Берман стремились организовать эксперименты для исследования зависимости некоторой измеряемой величины от ряда независимых переменных (факторов), каждая из которых принимает L уровней, таким образом, чтобы минимизировать дисперсию оценок этих зависимостей с использованием ограниченного числа экспериментов. Взаимодействия между факторами считались незначительными. Решение этой проблемы состоит в том, чтобы найти план эксперимента, в котором каждая комбинация уровней для любой пары факторов встречается одинаковое количество раз во всех экспериментальных запусках (см. таблицу). Полный факторный эксперимент удовлетворял бы этому критерию, но идея состояла в том, чтобы найти меньшие планы. Когда выделить независимый фактор невозможно, возникает спутывающая переменная. Минимальное количество экспериментов равно 4.
Пример. Цель испытания — определить факторы, которые улучшат срок службы изделия. Исследуются семь факторов. Двухуровневый полный факторный план потребовал бы 27-128 прогонов и, таким образом, был бы слишком трудоёмким и дорогостоящим. Поэтому вместо этого можно провести восьмикратный эксперимент Плакетта-Бермана.
Для уровней L=2, используется Построение Палея с квадратными матрицами, все элементы которых равны 1 или −1 (матрицы Адамара). Метод Палея можно использовать для создания матриц размера N, где N кратно 4. В частности, это работало для всех N до 100, кроме N=92. Однако, если N является степенью двойки, результирующий план идентичен дробно-факторному плану, поэтому планы Плакетта-Бермана в основном используются, когда N кратно 4, но не степени 2 (то есть N=12, 20, 24, 28, 36…). Если кто-то пытается оценить менее N параметров (включая общее среднее), то он просто использует подмножество столбцов матрицы.

## Матрицы метода Плакетта — Бермана для серии экспериментов
```
P.B.4
+ + + 
+ – – 
– + – 
– – + 
P.B.8
+ + + + + + + 
+ + – – – – + 
+ – + + – – – 
+ – – – + + – 
– + + – + – – 
– + – + – + – 
– – + – – + + 
– – – + + – + 
P.B.12
+ + + + + + + + + + + 
+ + + + – – – + – – – 
+ + – – – + – – + – + 
+ – + – + + + – – – – 
+ – – + – – + – + + – 
+ – – – + – – + – + + 
– + + – – – + – – + + 
– + – + + + – – – + – 
– + – – + – + + + – – 
– – + + + – – – + – + 
– – + – – + – + + + – 
– – – + – + + + – – + 
P.B.16
+ + + + + + + + + + + + + + + 
+ + + – – – – – – – – + + + + 
+ + – + – – – – + + + – – – + 
+ + – – + + + + – – – – – – + 
+ – + + + – – + + – – + – – – 
+ – + – – + + – – + + + – – – 
+ – – + – + + – + – – – + + – 
+ – – – + – – + – + + – + + – 
– + + + – + – + – + – – + – – 
– + + – + – + – + – + – + – – 
– + – + + – + – – + – + – + – 
– + – – – + – + + – + + – + – 
– – + + – – + + – – + – – + + 
– – + – + + – – + + – – – + + 
– – – + + + – – – – + + + – + 
– – – – – – + + + + – + + – + 
P.B.20
+ + + + + + + + + + + + + + + + + + + 
+ + + – + – + – – – – + + – – + – – + 
+ + – + – + – – – – + + – – + – – + + 
+ + – + – – – – + + – – + – – + + + – 
+ + – – – – + + – – + – – + + + + – – 
+ – + + + + – + – + – – – – + + – – – 
+ – + – + – – – – + + – – + – – + + + 
+ – + – – + + + + – + – + – – – – + – 
+ – – + – – + + + + – + – + – – – – + 
+ – – – + + – – + – – + + + + – + – – 
– + + + + – + – + – – – – + + – – + – 
– + + + – + – + – – – – + + – – + – + 
– + + – – + – – + + + + – + – + – – – 
– + – – + + + + – + – + – – – – + + – 
– + – – + – – + + + + – + – + – – – + 
– – + + – – + – – + + + + – + – + – – 
– – + – – – – + + – – + – – + + + + + 
– – – + + + + – + – + – – – – + + – + 
– – – + + – – + – – + + + + – + – + – 
– – – – – + + – – + – – + + + + – + + 
P.B.24
+ + + + + + + + + + + + + + + + + + + + + + + 
+ + + – + – + + – – + + – – + – + – – – – – + 
+ + + – – + + – – + – + – – – – – + + + + – – 
+ + – + + – – + + – – + – + – – – – – + + + – 
+ + – + – + + – – + + – – + – + – – – – – + + 
+ + – – – – – + + + + – + – + + – – + + – – – 
+ – + + – – + – + – – – – – + + + + – + – + – 
+ – + – + + – – + + – – + – + – – – – – + + + 
+ – + – + – – – – – + + + + – + – + + – – + – 
+ – – + + – – + – + – – – – – + + + + – + – + 
+ – – + – + – – – – – + + + + – + – + + – – + 
+ – – – – + + + + – + – + + – – + + – – + – – 
– + + + + – + – + + – – + + – – + – + – – – – 
– + + + – + – + + – – + + – – + – + – – – – + 
– + + – – + – + – – – – – + + + + – + – + + – 
– + – + – – – – – + + + + – + – + + – – + + – 
– + – – + + – – + – + – – – – – + + + + – + + 
– + – – + – + – – – – – + + + + – + – + + – + 
– – + + + + – + – + + – – + + – – + – + – – – 
– – + + – – + + – – + – + – – – – – + + + + + 
– – + – – – – – + + + + – + – + + – – + + – + 
– – – + + + + – + – + + – – + + – – + – + – – 
– – – – + + + + – + – + + – – + + – – + – + – 
– – – – – – + + + + – + – + + – – + + – – + + 
P.B.28
+ + + + + + + + + + + + + + + + + + + + + + + + + + – 
+ + + – – + + + – + + – – + + + + – – – – – – – – + + 
+ + + – – – – – – – – + + + + – – + + + – + + – – + + 
+ + – + + – – + + + + – – – – – – – – + + + + – – + + 
+ + – + – – + + – – – + – – + + – + – – + – + – + – – 
+ + – + – – + – + – + – + + – + – – + + – – – + – – – 
+ + – – – + – – + + – + – – + – + – + – + + – + – – – 
+ – + + – + – – + + – – – + – – + + – + – – + – + – – 
+ – + – + + – + – – + + – – – + – – + + – + – – + – – 
+ – + – + – + + – + – – + + – – – + – – + + – + – – – 
+ – + – + – + – + – + – + – + – + – + – + – + – + – + 
+ – – + + + + – – – – – – – – + + + + – – + + + – + + 
+ – – + + + – + + – – + + + + – – – – – – – – + + + + 
+ – – – – – – – – + + + + – – + + + – + + – – + + + + 
– + + + + – – + + + – + + – – + + + + – – – – – – – + 
– + + + + – – – – – – – – + + + + – – + + + – + + – + 
– + + + – + + – – + + + + – – – – – – – – + + + + – + 
– + + – – + + + + – – – – – – – – + + + + – – + + + + 
– + – – + + – + – – + – + – + – + + – + – – + + – – – 
– + – – + + – – – + – – + + – + – – + – + – + – + + – 
– + – – + – + – + – + + – + – – + + – – – + – – + + – 
– – + + – + – – + – + – + – + + – + – – + + – – – + – 
– – + + – – – + – – + + – + – – + – + – + – + + – + – 
– – + – + – + – + + – + – – + + – – – + – – + + – + – 
– – – + + + + – – + + + – + + – – + + + + – – – – – + 
– – – + – – + + – + – – + – + – + – + + – + – – + + – 
– – – – – + + + + – – + + + – + + – – + + + + – – – + 
– – – – – – – + + + + – – + + + – + + – – + + + + – + 
P.B.32
+ + + + + + + + + + + + + + + + + + + + + + + + + + + + + + + 
+ + + + – – – – – – – – – – – – – – – – + + + + + + + + + + + 
+ + + – + – – – – – – – – + + + + + + + – – – – – – – + + + + 
+ + + – – + + + + + + + + – – – – – – – – – – – – – – + + + + 
+ + – + + – – – – + + + + – – – – + + + – – – – + + + – – – + 
+ + – + – + + + + – – – – + + + + – – – – – – – + + + – – – + 
+ + – – + + + + + – – – – – – – – + + + + + + + – – – – – – + 
+ + – – – – – – – + + + + + + + + – – – + + + + – – – – – – + 
+ – + + + + – – + + – – + + – – + + – – + – – + + – – + – – – 
+ – + + – – + + – – + + – – + + – – + + + – – + + – – + – – – 
+ – + – + – + + – – + + – + – – + + – – – + + – – + + + – – – 
+ – + – – + – – + + – – + – + + – – + + – + + – – + + + – – – 
+ – – + + – + + – + – – + – + + – + – – – + + – + – – – + + – 
+ – – + – + – – + – + + – + – – + – + + – + + – + – – – + + – 
+ – – – + + – – + – + + – – + + – + – – + – – + – + + – + + – 
+ – – – – – + + – + – – + + – – + – + + + – – + – + + – + + – 
– + + + + – + – + – + – + – + – + – + – – + – + – + – – + – – 
– + + + – + – + – + – + – + – + – + – + – + – + – + – – + – – 
– + + – + + – + – + – + – – + – + – + – + – + – + – + – + – – 
– + + – – – + – + – + – + + – + – + – + + – + – + – + – + – – 
– + – + + + – + – – + – + + – + – – + – + – + – – + – + – + – 
– + – + – – + – + + – + – – + – + + – + + – + – – + – + – + – 
– + – – + – + – + + – + – + – + – – + – – + – + + – + + – + – 
– + – – – + – + – – + – + – + – + + – + – + – + + – + + – + – 
– – + + + – – + + – – + + – – + + – – + – – + + – – + – – + + 
– – + + – + + – – + + – – + + – – + + – – – + + – – + – – + + 
– – + – + + + – – + + – – – – + + – – + + + – – + + – – – + + 
– – + – – – – + + – – + + + + – – + + – + + – – + + – – – + + 
– – – + + + + – – – – + + + + – – – – + + + – – – – + + + – + 
– – – + – – – + + + + – – – – + + + + – + + – – – – + + + – + 
– – – – + – – + + + + – – + + – – – – + – – + + + + – + + – + 
– – – – – + + – – – – + + – – + + + + – – – + + + + – + + – + 
P.B.36
+ + + + + + + + + + + + + + + + + + + + + + + + + + + + + + + + + + – 
+ + + + – + + + + – – + + – – – – – – + + + + – – – – – – + + – – + + 
+ + + – – + + – – – – – – + + + + – – – – – – + + – – + + + + + – + + 
+ + + – – – – – – + + – – + + + + + – + + + + – – + + – – – – – – + + 
+ + – + + + + – – + + – – – – – – + + + + – – – – – – + + – – + + + + 
+ + – + – – + – + – + + – – + + – + – – – + – + – – + + – – + – + – – 
+ + – + – – – + – + – – + + – – + – + – + + – + – – + – + – + + – – – 
+ + – – + + – + – – – + – + – – + + – – + – + – + + – + – – + – + – – 
+ + – – + – + – + + – + – – + – + – + + – – + + – + – – – + – + – – – 
+ – + + – + – – + – + – + + – – + + – + – – – + – + – – + + – – + – – 
+ – + + – – + + – + – – – + – + – – + + – – + – + – + + – + – – + – – 
+ – + – + + – + – – + – + – + + – – + + – + – – – + – + – – + + – – – 
+ – + – + + – – + + – + – – – + – + – – + + – – + – + – + + – + – – – 
+ – + – + – + – + – + – + – + – + – + – + – + – + – + – + – + – + – + 
+ – – + + + + + – + + + + – – + + – – – – – – + + + + – – – – – – + + 
+ – – + + – – – – – – + + + + – – – – – – + + – – + + + + + – + + + + 
+ – – – – – – + + + + – – – – – – + + – – + + + + + – + + + + – – + + 
+ – – – – – – + + – – + + + + + – + + + + – – + + – – – – – – + + + + 
– + + + + + – + + + + – – + + – – – – – – + + + + – – – – – – + + – + 
– + + + + – – + + – – – – – – + + + + – – – – – – + + – – + + + + + + 
– + + + + – – – – – – + + – – + + + + + – + + + + – – + + – – – – – + 
– + + – – + + + + + – + + + + – – + + – – – – – – + + + + – – – – – + 
– + + – – – – – – + + + + – – – – – – + + – – + + + + + – + + + + – + 
– + – + – – + + – – + – + – + + – + – – + – + – + + – – + + – + – – – 
– + – – + + – – + – + – + + – + – – + – + – + + – – + + – + – – – + – 
– + – – + – + – + + – – + + – + – – – + – + – – + + – – + – + – + + – 
– + – – – + – + – – + + – – + – + – + + – + – – + – + – + + – – + + – 
– – + + – + – – – + – + – – + + – – + – + – + + – + – – + – + – + + – 
– – + + – – + – + – + + – + – – + – + – + + – – + + – + – – – + – + – 
– – + – + – + + – + – – + – + – + + – – + + – + – – – + – + – – + + – 
– – + – + – + + – – + + – + – – – + – + – – + + – – + – + – + + – + – 
– – – + + + + – – – – – – + + – – + + + + + – + + + + – – + + – – – + 
– – – + + – – + + + + + – + + + + – – + + – – – – – – + + + + – – – + 
– – – + – + – – + + – – + – + – + + – + – – + – + – + + – – + + – + – 
– – – – – + + + + – – – – – – + + – – + + + + + – + + + + – – + + – + 
– – – – – + + – – + + + + + – + + + + – – + + – – – – – – + + + + – + 
P.B.40
+ + + + + + + + + + + + + + + + + + + + + + + + + + + + + + + + + + + + + + – 
+ + + + + + + – – + + – – + + – – – – – – – – + + + + – – – – + + – – – – + – 
+ + + + + – – + + – – + + – – – – – – – – + + + + – – – – + + – – – – + + + – 
+ + + – – + + – – + + – – – – – – – – + + + + – – – – + + – – – – + + + + + – 
+ + + – – – – + + – – – – + + + + + + + + – – + + – – + + – – – – – – – – + – 
+ + – + – + – + – – + + – – + + – – + – + – + – + + – + – – + – + + – – + – + 
+ + – + – – + – + + – – + – + + – + – + – + – – + + – – + + – – + – + – + – + 
+ + – – + + – – + – + – + – + + – + – – + – + + – – + – + + – + – + – + – – + 
+ + – – + – + + – + – + – + – – + + – – + + – – + – + – + – + + – + – – + – + 
+ + – – + – + – + – + + – + – – + – + + – – + – + + – + – + – + – – + + – – + 
+ – + + – + – + – + – – + + – – + + – – + – + – + – + + – + – – + – + + – – + 
+ – + + – + – – + – + + – – + – + + – + – + – + – – + + – – + + – – + – + – + 
+ – + + – – + – + + – + – + – + – – + + – – + + – – + – + – + – + + – + – – + 
+ – + – + + – + – – + – + + – – + – + + – + – + – + – – + + – – + + – – + – + 
+ – + – + – + + – + – – + – + + – – + – + + – + – + – + – – + + – – + + – – + 
+ – – + + – – + + – – – – – – – – + + + + – – – – + + – – – – + + + + + + + – 
+ – – + + – – – – – – – – + + + + – – – – + + – – – – + + + + + + + + – – + – 
+ – – – – + + + + + + + + – – + + – – + + – – – – – – – – + + + + – – – – + – 
+ – – – – + + – – – – + + + + + + + + – – + + – – + + – – – – – – – – + + + – 
+ – – – – – – – – + + + + – – – – + + – – – – + + + + + + + + – – + + – – + – 
– + + + + + + + + – – + + – – + + – – – – – – – – + + + + – – – – + + – – – – 
– + + + + – – – – + + – – – – + + + + + + + + – – + + – – + + – – – – – – – – 
– + + – – + + – – – – – – – – + + + + – – – – + + – – – – + + + + + + + + – – 
– + + – – – – + + + + + + + + – – + + – – + + – – – – – – – – + + + + – – – – 
– + + – – – – – – – – + + + + – – – – + + – – – – + + + + + + + + – – + + – – 
– + – + – + – + – + – + – + – + – + – + – + – + – + – + – + – + – + – + – + + 
– + – + – + – – + + – – + + – – + – + – + – + + – + – – + – + + – – + – + + + 
– + – + – – + + – – + + – – + – + – + – + + – + – – + – + + – – + – + + – + + 
– + – – + + – – + + – – + – + – + – + + – + – – + – + + – – + – + + – + – + + 
– + – – + – + + – – + – + + – + – + – + – – + + – – + + – – + – + – + – + + + 
– – + + – – + + – – + – + – + – + + – + – – + – + + – – + – + + – + – + – + + 
– – + + – – + – + – + – + + – + – – + – + + – – + – + + – + – + – + – – + + + 
– – + – + + – + – + – + – – + + – – + + – – + – + – + – + + – + – – + – + + + 
– – + – + + – – + – + + – + – + – + – – + + – – + + – – + – + – + – + + – + + 
– – + – + – + – + + – + – – + – + + – – + – + + – + – + – + – – + + – – + + + 
– – – + + + + + + + + – – + + – – + + – – – – – – – – + + + + – – – – + + – – 
– – – + + + + – – – – + + – – – – + + + + + + + + – – + + – – + + – – – – – – 
– – – + + – – – – + + + + + + + + – – + + – – + + – – – – – – – – + + + + – – 
– – – – – + + + + – – – – + + – – – – + + + + + + + + – – + + – – + + – – – – 
– – – – – – – + + + + – – – – + + – – – – + + + + + + + + – – + + – – + + – – 
P.B.44
+ + + + + + + + + + + + + + + + + + + + + + + + + + + + + + + + + + + + + + + + + + + 
+ + + + + + – – – + – + + + – – – – – + – – – + + – + – + + – – + – – + – + – – + + – 
+ + + + – – – + – + + + – – – – – + – – – + + – + – + + – – + – – + – + – – + + + – + 
+ + + + – – – – – + – – – + + – + – + + – – + – – + – + – – + + + – + + + + + – – – – 
+ + + – – + – – + – + – – + + + – + + + + + – – – + – + + + – – – – – + – – – + + – – 
+ + + – – – + – + + + – – – – – + – – – + + – + – + + – – + – – + – + – – + + + – + + 
+ + – + + + + + – – – + – + + + – – – – – + – – – + + – + – + + – – + – – + – + – – + 
+ + – + + – – + – – + – + – – + + + – + + + + + – – – + – + + + – – – – – + – – – + – 
+ + – – + + + – + + + + + – – – + – + + + – – – – – + – – – + + – + – + + – – + – – – 
+ + – – – + – + + + – – – – – + – – – + + – + – + + – – + – – + – + – – + + + – + + + 
+ + – – – – – + – – – + + – + – + + – – + – – + – + – – + + + – + + + + + – – – + – + 
+ – + + + + + – – – + – + + + – – – – – + – – – + + – + – + + – – + – – + – + – – + + 
+ – + + + – + + + + + – – – + – + + + – – – – – + – – – + + – + – + + – – + – – + – – 
+ – + – + + – – + – – + – + – – + + + – + + + + + – – – + – + + + – – – – – + – – – + 
+ – + – + – – + + + – + + + + + – – – + – + + + – – – – – + – – – + + – + – + + – – – 
+ – + – – + – + – – + + + – + + + + + – – – + – + + + – – – – – + – – – + + – + – + – 
+ – – + + – + – + + – – + – – + – + – – + + + – + + + + + – – – + – + + + – – – – – – 
+ – – + – + + + – – – – – + – – – + + – + – + + – – + – – + – + – – + + + – + + + + – 
+ – – + – – + – + – – + + + – + + + + + – – – + – + + + – – – – – + – – – + + – + – + 
+ – – – + – + + + – – – – – + – – – + + – + – + + – – + – – + – + – – + + + – + + + + 
+ – – – – + – – – + + – + – + + – – + – – + – + – – + + + – + + + + + – – – + – + + – 
+ – – – – – + – – – + + – + – + + – – + – – + – + – – + + + – + + + + + – – – + – + + 
– + + + + – – – + – + + + – – – – – + – – – + + – + – + + – – + – – + – + – – + + + + 
– + + + – + + + + + – – – + – + + + – – – – – + – – – + + – + – + + – – + – – + – + – 
– + + – + + + + + – – – + – + + + – – – – – + – – – + + – + – + + – – + – – + – + – + 
– + + – + – + + – – + – – + – + – – + + + – + + + + + – – – + – + + + – – – – – + – – 
– + + – – – – – + – – – + + – + – + + – – + – – + – + – – + + + – + + + + + – – – + + 
– + – + + + – – – – – + – – – + + – + – + + – – + – – + – + – – + + + – + + + + + – – 
– + – + – + + – – + – – + – + – – + + + – + + + + + – – – + – + + + – – – – – + – – + 
– + – + – – + + + – + + + + + – – – + – + + + – – – – – + – – – + + – + – + + – – + – 
– + – – + – + – – + + + – + + + + + – – – + – + + + – – – – – + – – – + + – + – + + – 
– + – – + – – + – + – – + + + – + + + + + – – – + – + + + – – – – – + – – – + + – + + 
– + – – – + + – + – + + – – + – – + – + – – + + + – + + + + + – – – + – + + + – – – – 
– – + + + – – – – – + – – – + + – + – + + – – + – – + – + – – + + + – + + + + + – – + 
– – + + – + – + + – – + – – + – + – – + + + – + + + + + – – – + – + + + – – – – – + – 
– – + + – – + – – + – + – – + + + – + + + + + – – – + – + + + – – – – – + – – – + + + 
– – + – + + + – – – – – + – – – + + – + – + + – – + – – + – + – – + + + – + + + + + – 
– – + – – + + + – + + + + + – – – + – + + + – – – – – + – – – + + – + – + + – – + – + 
– – + – – – + + – + – + + – – + – – + – + – – + + + – + + + + + – – – + – + + + – – – 
– – – + + + – + + + + + – – – + – + + + – – – – – + – – – + + – + – + + – – + – – + + 
– – – + – + – – + + + – + + + + + – – – + – + + + – – – – – + – – – + + – + – + + – + 
– – – + – – – + + – + – + + – – + – – + – + – – + + + – + + + + + – – – + – + + + – – 
– – – – + + – + – + + – – + – – + – + – – + + + – + + + + + – – – + – + + + – – – – + 
– – – – + – – – + + – + – + + – – + – – + – + – – + + + – + + + + + – – – + – + + + – 
P.B.48
+ + + + + + + + + + + + + + + + + + + + + + + + + + + + + + + + + + + + + + + + + + + + + + + 
+ + + + + – – + – + – + + + – – + – – + + – + + – – – + – + – + + – – – – + – – – – – + + + – 
+ + + + – – + – – + + – + + – – – + – + – + + – – – – + – – – – – + + + + – + + + + – – + – – 
+ + + – + + + + – – + – + – + + + – – + – – + + – + + – – – + – + – + + – – – – + – – – – – + 
+ + + – – + – + – + + + – – + – – + + – + + – – – + – + – + + – – – – + – – – – – + + + + – + 
+ + + – – – + – + – + + – – – – + – – – – – + + + + – + + + + – – + – + – + + + – – + – – + – 
+ + + – – – – + – – – – – + + + + – + + + + – – + – + – + + + – – + – – + + – + + – – – + – – 
+ + – + + + + – – + – + – + + + – – + – – + + – + + – – – + – + – + + – – – – + – – – – – + + 
+ + – + + + – – + – – + + – + + – – – + – + – + + – – – – + – – – – – + + + + – + + + + – – – 
+ + – + + – – – – + – – – – – + + + + – + + + + – – + – + – + + + – – + – – + + – + + – – – – 
+ + – – + – + – + + + – – + – – + + – + + – – – + – + – + + – – – – + – – – – – + + + + – + + 
+ + – – + – – + + – + + – – – + – + – + + – – – – + – – – – – + + + + – + + + + – – + – + – + 
+ – + + + + – – + – + – + + + – – + – – + + – + + – – – + – + – + + – – – – + – – – – – + + + 
+ – + + – + + – – – + – + – + + – – – – + – – – – – + + + + – + + + + – – + – + – + + + – – – 
+ – + + – – – + – + – + + – – – – + – – – – – + + + + – + + + + – – + – + – + + + – – + – – + 
+ – + – + – + + + – – + – – + + – + + – – – + – + – + + – – – – + – – – – – + + + + – + + + – 
+ – + – – + + – + + – – – + – + – + + – – – – + – – – – – + + + + – + + + + – – + – + – + + – 
+ – – + – + – + + + – – + – – + + – + + – – – + – + – + + – – – – + – – – – – + + + + – + + + 
+ – – + – + – + + – – – – + – – – – – + + + + – + + + + – – + – + – + + + – – + – – + + – + – 
+ – – + – – + + – + + – – – + – + – + + – – – – + – – – – – + + + + – + + + + – – + – + – + + 
+ – – – + – + – + + – – – – + – – – – – + + + + – + + + + – – + – + – + + + – – + – – + + – + 
+ – – – + – – – – – + + + + – + + + + – – + – + – + + + – – + – – + + – + + – – – + – + – + – 
+ – – – – + + + + – + + + + – – + – + – + + + – – + – – + + – + + – – – + – + – + + – – – – – 
+ – – – – + – – – – – + + + + – + + + + – – + – + – + + + – – + – – + + – + + – – – + – + – + 
– + + + + – + + + + – – + – + – + + + – – + – – + + – + + – – – + – + – + + – – – – + – – – – 
– + + + – + + + + – – + – + – + + + – – + – – + + – + + – – – + – + – + + – – – – + – – – – + 
– + + + – – + – + – + + + – – + – – + + – + + – – – + – + – + + – – – – + – – – – – + + + + + 
– + + – + + – – – + – + – + + – – – – + – – – – – + + + + – + + + + – – + – + – + + + – – + – 
– + + – – + – – + + – + + – – – + – + – + + – – – – + – – – – – + + + + – + + + + – – + – + + 
– + – + + – – – + – + – + + – – – – + – – – – – + + + + – + + + + – – + – + – + + + – – + – + 
– + – + – + + + – – + – – + + – + + – – – + – + – + + – – – – + – – – – – + + + + – + + + + – 
– + – + – + + – – – – + – – – – – + + + + – + + + + – – + – + – + + + – – + – – + + – + + – – 
– + – – + + – + + – – – + – + – + + – – – – + – – – – – + + + + – + + + + – – + – + – + + + – 
– + – – – + – + – + + – – – – + – – – – – + + + + – + + + + – – + – + – + + + – – + – – + + + 
– + – – – – + – – – – – + + + + – + + + + – – + – + – + + + – – + – – + + – + + – – – + – + + 
– + – – – – – + + + + – + + + + – – + – + – + + + – – + – – + + – + + – – – + – + – + + – – – 
– – + + + + – + + + + – – + – + – + + + – – + – – + + – + + – – – + – + – + + – – – – + – – – 
– – + + + – – + – – + + – + + – – – + – + – + + – – – – + – – – – – + + + + – + + + + – – + + 
– – + + – – – – + – – – – – + + + + – + + + + – – + – + – + + + – – + – – + + – + + – – – + + 
– – + – + + + – – + – – + + – + + – – – + – + – + + – – – – + – – – – – + + + + – + + + + – + 
– – + – + + – – – – + – – – – – + + + + – + + + + – – + – + – + + + – – + – – + + – + + – – + 
– – + – + – + + – – – – + – – – – – + + + + – + + + + – – + – + – + + + – – + – – + + – + + – 
– – + – – – – – + + + + – + + + + – – + – + – + + + – – + – – + + – + + – – – + – + – + + – – 
– – – + + + + – + + + + – – + – + – + + + – – + – – + + – + + – – – + – + – + + – – – – + – – 
– – – + + – + + – – – + – + – + + – – – – + – – – – – + + + + – + + + + – – + – + – + + + – + 
– – – + – – – – – + + + + – + + + + – – + – + – + + + – – + – – + + – + + – – – + – + – + + – 
– – – – + + + + – + + + + – – + – + – + + + – – + – – + + – + + – – – + – + – + + – – – – + – 
– – – – – – + + + + – + + + + – – + – + – + + + – – + – – + + – + + – – – + – + – + + – – – + 

```